# Justicia axillaris
Justicia axillaris es una especie de planta floral del género Justicia, familia Acanthaceae.
Es nativa de Argentina, Brasil, Paraguay y Uruguay.